# Campionati del mondo di atletica leggera indoor 2016 - Staffetta 4×400 metri femminile
La gara della staffetta 4×400 metri femminile dei campionati del mondo di atletica leggera indoor 2016 si è svolta il 20 marzo.

## Podio
| Pos.    | Atlete                                                            | Nazionalità | Tempo   |
| ------- | ----------------------------------------------------------------- | ----------- | ------- |
| Oro     | Natasha Hastings Quanera Hayes Courtney Okolo Ashley Spencer      | Stati Uniti | 3'26"38 |
| Argento | Ewelina Ptak Małgorzata Hołub Magdalena Gorzkowska Justyna Święty | Polonia     | 3'31"15 |
| Bronzo  | Adelina Pastor Elena Mirela Lavric Andrea Miklós Bianca Răzor     | Romania     | 3'31"51 |

## Situazione pre-gara

### Record
Prima di questa competizione, il record del mondo indoor e il record dei campionati erano i seguenti.
| Record                | Prestazione | Nazione                                                           | Data e luogo                         | Competizione                     |
| --------------------- | ----------- | ----------------------------------------------------------------- | ------------------------------------ | -------------------------------- |
| Record mondiale       | 3'23"37     | Russia Krasnomovec, Zajceva, Kotljarova, Guščina                  | 28 gennaio 2006 Glasgow, Regno Unito |                                  |
| Record dei campionati | 3'23"88     | Russia Krasnomovec, Kotljarova, Levina, Nazarova, Zykina, Antjuch | 7 marzo 2004 Birmingham, Regno Unito | Campionati del mondo indoor 2004 |

### Campioni in carica
I campioni in carica a livello mondiale erano:
| Campione        | Atlete                                                                                | Prestazione | Data e luogo                       | Competizione                     |
| --------------- | ------------------------------------------------------------------------------------- | ----------- | ---------------------------------- | -------------------------------- |
| Olimpico        | Stati Uniti Trotter, Felix, McCorory, Richard-Ross                                    | 3'16"87(o)  | 11 agosto 2012 Londra, Regno Unito | Giochi della XXXII Olimpiade     |
| Mondiale        | Giamaica Christine Day, Shericka Jackson, Stephenie McPherson, Novlene Williams-Mills | 3'19"13     | 30 agosto 2015 Pechino, Cina       | Campionati del mondo 2015        |
| Mondiale indoor | Stati Uniti Hastings, Atkins, McCorory, Tate, Hayes, Hargrove                         | 3'24"83     | 9 marzo 2014 Sopot, Polonia        | Campionati del mondo indoor 2014 |

### La stagione
Prima di questa gara, gli atleti con le migliori tre prestazioni dell'anno erano:
| Pos. | Atlete                                                                          | Prestazione | Data e luogo                               |
| ---- | ------------------------------------------------------------------------------- | ----------- | ------------------------------------------ |
| 1    | University of Texas Gordon-Powell, Akinosun, Ariel Jones, Okolo Stati Uniti     | 3'27"94     | 13 febbraio 2016 Fayetteville, Stati Uniti |
| 2    | University of Southern California Ellis, Iuel, Hill, Stepter Baynes Stati Uniti | 3'28"82     | 13 febbraio 2016 Fayetteville, Stati Uniti |
| 3    | University of Arkansas Harper, Dobbins, Swinton, Washington Stati Uniti         | 3'29"65     | 12 marzo 2016 Birmingham, Stati Uniti      |

## Risultati
| Pos     | Corsia | Atlete                                                                          | Nazionalità | Tempo   | Note                                     |
| ------- | ------ | ------------------------------------------------------------------------------- | ----------- | ------- | ---------------------------------------- |
| Oro     | 5      | Natasha Hastings, Quanera Hayes, Courtney Okolo, Ashley Spencer                 | Stati Uniti | 3'26"38 | Miglior prestazione mondiale stagionale  |
| Argento | 2      | Ewelina Ptak, Małgorzata Hołub, Magdalena Gorzkowska, Justyna Święty            | Polonia     | 3'31"15 | Miglior prestazione personale stagionale |
| Bronzo  | 6      | Adelina Pastor, Elena Mirela Lavric, Andrea Miklós, Bianca Răzor                | Romania     | 3'31"51 | Miglior prestazione personale stagionale |
| 4       | 1      | Margaret Bamgbose, Regina George, Tameka Jameson, Ada Benjamin                  | Nigeria     | 3'34"03 | Miglior prestazione personale stagionale |
| 5       | 4      | Anastasiia Lebid, Olha Bibik, Anastasiia Bryzgina, Dzhois Koba                  | Ucraina     | 3'40"42 | Miglior prestazione personale stagionale |
|         | 3      | Patricia Hall, Chrisann Gordon, Anneisha McLaughlin-Whilby, Stephenie McPherson | Giamaica    | dnf     |                                          |